# José María Arguedas
José María Arguedas (Andahuaylas, 18 de enero de 1911-Lima, 2 de diciembre de 1969) fue un narrador, poeta, profesor y antropólogo peruano. Fue autor de novelas y cuentos que lo han llevado a ser considerado como uno de los grandes representantes de la literatura del Perú. El crítico Martin Seymour-Smith considera a Arguedas como "el más grande novelista de nuestro tiempo", quien escribió "algunas de las prosas más poderosas que el mundo haya conocido".
Introdujo en la literatura una visión interior más rica e incisiva del mundo indígena. La cuestión fundamental que se plantea en sus obras es la de un país dividido en dos culturas (la andina de origen quechua y la occidental, traída por los españoles), que deben convivir. Los grandes dilemas, angustias y esperanzas que ese proyecto plantea son el núcleo de su visión. 
Su labor como antropólogo e investigador social se da en paralelo a su importancia y a la influencia que tuvo en su trabajo literario. Se debe destacar su estudio sobre el folklore peruano, en particular de la música andina. Al respecto tuvo un contacto estrechísimo con cantantes, músicos, danzantes de tijeras y diversos bailarines de todas las regiones del Perú. Su contribución a la revalorización del arte indígena, reflejada especialmente en el huaino y la danza, ha sido muy importante.
Fue además traductor y difusor de la literatura quechua, antigua y moderna, ocupaciones todas que compartió con sus cargos de funcionario público y maestro. Entre sus novelas se encuentran Yawar fiesta (1941), Los ríos profundos (1958), Todas las sangres (1964) y El zorro de arriba y el zorro de abajo (1971).

## Biografía
José María Arguedas Altamirano nació en Andahuaylas, en la sierra sur del Perú el 18 de enero de 1911. Proveniente de una familia criolla y aristócrata por parte materna, quedó huérfano de madre a los tres años. Por la poca presencia de su padre quien era abogado, litigante y viajero, y su mala relación con su madrastra, ya que su madrastra lo maltrataba junto con su hermanastro Pablo, se refugió en el cariño de los sirvientes andinos, lo que le permitió tener un contacto cercano con la realidad y la cultura de las comunidades indígenas. Esta experiencia le permitió convertirse en una voz comprometida con la defensa de los derechos de los indígenas, pues dicho suceso influyó profundamente en su vida y en su obra literaria. Sus estudios de primaria los realizó en San Juan de Lucanas, Puquio, Ayacucho y los de secundaria en Huancayo, Ica y Lima.
Ingresó a la Facultad de Letras de la Universidad de San Marcos, en 1931; allí se licenció en Literatura, y posteriormente cursó Etnología; se recibió de bachiller en 1957 y de doctor en 1963.  Entre 1937 y 1938 estuvo en prisión en razón de una protesta contra un enviado del dictador italiano Benito Mussolini,aunque no se afilió al partido comunista, si fue considerado por algunos sectores como simpatizante del comunismo. Paralelamente a su formación profesional, en 1941 empezó a desempeñar el profesorado, primero en Sicuani, Cuzco, y luego en Lima, en los colegios nacionales Alfonso Ugarte, Guadalupe y Mariano Melgar, hasta 1949.
Ejerció también como funcionario en el Ministerio de Educación, poniendo en evidencia su interés por preservar y promover la cultura peruana, en especial la música y la danza andina. Fue director de la Casa de la Cultura (1963-1964) y director del Museo Nacional de Historia (1964-1966). En el campo de la docencia superior, fue catedrático de Etnología en la Universidad de San Marcos (1958-1968) y en la Universidad Nacional Agraria La Molina (1962-1969). Agobiado por conflictos emocionales, puso fin a sus días disparándose un tiro en la cabeza el 28 de noviembre de 1969, falleciendo tras cuatro días de agonía el 2 de diciembre, a los 58 años de edad.
Su obra narrativa refleja, descriptivamente, las experiencias de su vida recogidas de la realidad del mundo andino, y está representada por las siguientes obras: Agua (1935), Yawar fiesta (1941), Diamantes y pedernales (1954), Los ríos profundos (1958), El Sexto (1961), La agonía de Rasu Ñiti (1962), Todas las sangres (1964), El sueño del pongo (1965), El zorro de arriba y el zorro de abajo (publicado póstumamente en 1971). Toda su producción literaria ha sido compilada en los primeros cinco tomos de sus Obras completas (1983). Además, realizó traducciones y antologías de poesía y cuentos quechuas, como sus trabajos de antropología y etnología y su producción no literaria en general se encuentran compilados en la segunda parte de sus Obras completas (2012).

### Infancia y niñez
José María Arguedas Altamirano nació el 18 de enero de 1911 en la ciudad de Andahuaylas, en la sierra sur del Perú. Era hijo de Víctor Manuel Arguedas Arellano, un abogado cuzqueño que ejercía de Juez en diversos pueblos, y de Victoria Altamirano Navarro, perteneciente a una hacendada y acaudalada familia de Andahuaylas. Cuando falleció su madre (cuando él tenía 3 años), víctima de «cólicos hepáticos», pasó a vivir en la casa de su abuela paterna, Teresa Arellano, en la ciudad de Andahuaylas. En 1915, al ser nombrado juez de primera instancia de la provincia de Lucanas departamento de Ayacucho, su padre se trasladó a dicha sede, donde poco después se casó con una rica hacendada del distrito de San Juan (Lucanas), provincia del mismo nombre del departamento de Ayacucho, Grimanesa Arangoitia Iturbi viuda de Pacheco (1917). El pequeño José María viajó entonces a Lucanas, para reunirse con su madrastra; el viaje fue todo un acontecimiento para él, como lo recordaría siempre. La familia se instaló en Puquio, capital de la provincia de Lucanas del departamento de Ayacucho. José María y su hermano Arístides, dos años mayor que él, fueron matriculados en una escuela particular. Al año siguiente, 1918, los dos hermanos continuaron sus estudios en San Juan de Lucanas, a 10 km de Puquio, viviendo en la casa de la madrastra. En 1919, Arístides fue enviado a estudiar a Lima y José María continuó viviendo con la madrastra.
En 1920, tras la ascensión al poder de Augusto B. Leguía, el padre de José María ―que era del partido contrario (pardista)― perdió su cargo de juez y tuvo que retornar a su profesión de abogado litigante y viajero, trajinar que solo le permitía hacer visitas esporádicas a su familia. Esta etapa de la vida del niño José María estuvo marcada por la difícil relación que sostuvo con su madrastra y con su hermanastro Pablo Pacheco. Aquella sentía por su hijastro un evidente desprecio, y constantemente lo mandaba a convivir con los criados indígenas de la hacienda, de la cual solo lo recogía a la llegada de su padre, tal como lo ha relatado Arguedas en el primer encuentro de narradores realizado en Arequipa en 1965. 
Por su parte el hermanastro lo maltrataba física y psicológicamente e incluso en una ocasión le obligó a presenciar la violación de una de sus tías, que era a la vez la mamá de uno de sus compañeritos de escuela (los «escoleros» mencionados en varios de sus cuentos). Al parecer, esa fue solo una de las tantas escenas sexuales que fue obligado a presenciar, ya que el hermanastro tenía muchas amantes en el pueblo.
La figura de este hermanastro habría de perdurar en su obra literaria personificando al gamonal abusivo, cruel y lujurioso. Sobre aquel personaje diría Arguedas posteriormente:

Cuando llegó mi hermanastro de vacaciones, ocurrió algo verdaderamente terrible (...) Desde el primer momento yo le caí muy mal porque este sujeto era de facciones indígenas y yo de muchacho tenía el pelo un poco castaño y era blanco en comparación con él. (...) Yo fui relegado a la cocina (...) quedaba obligado a hacer algunas labores domésticas; a cuidar los becerros, a traerle el caballo, como mozo. (...) Era un criminal, de esos clásicos. Trataba muy mal a los indios, y esto sí me dolía mucho y lo llegué a odiar como lo odiaban todos los indios. Era un gamonal.

Algunos[cita requerida], sin embargo, consideran que el supuesto maltrato de la madrastra fue una ficción; entre ellos el mismo Arístides.[cita requerida]
A mediados de julio de 1921 José María se escapó de la casa de la madrastra junto con su hermano Arístides, que había retornado de Lima; ambos fueron a la hacienda Viseca, propiedad de su tía Zoila Rosa Peñafiel y su esposo José Manuel Perea Arellano (medio hermano de su padre) a quien le tenía un gran cariño, situada a 8 km de San Juan de Lucanas. Allí vivió durante dos años, en ausencia del padre, conviviendo con los campesinos a quienes les tomó cariño y con quienes participaba por diversión de las faenas agrícolas. De dos campesinos guardaría un especial recuerdo: don Felipe Maywa y don Víctor Pusa. Para José María fueron los años más felices de su vida.
La historia de esa fuga está narrada en la novela Kachkaniraqmi Arguedas del peruano Eduardo González Viaña. (Fondo Editorial de la Universidad César Vallejo, 2023).
En el quechua chanka, cuando alguien quiere expresar que a pesar de todo “aún es”, que “todavía existe”, que “sigue siendo”, dice Kachkaniraqmi.[cita requerida] En los libros de José María Arguedas esta expresión está presente en muchos de sus personajes, quienes ―en medio de fuerzas externas que buscan erradicar sus expresiones culturales, de dónde vienen y quiénes son― luchan por seguir siendo. Para González Viaña, el niño Arguedas vuelve a nacer cuando escapa de la casa de su madrastra. “Me contaron la historia los zorros y la montaña”, escribe en la introducción de su novela que supuestamente es narrada por esos animales y por el río. Y añade, en una suerte de cosmovisión que habla: “He interrogado al puma y a la montaña, a la piedra y a la nube, al gran río y a los caminos, y sus voces unidas son las que ahora forman este concierto”.

### Adolescencia y primera juventud

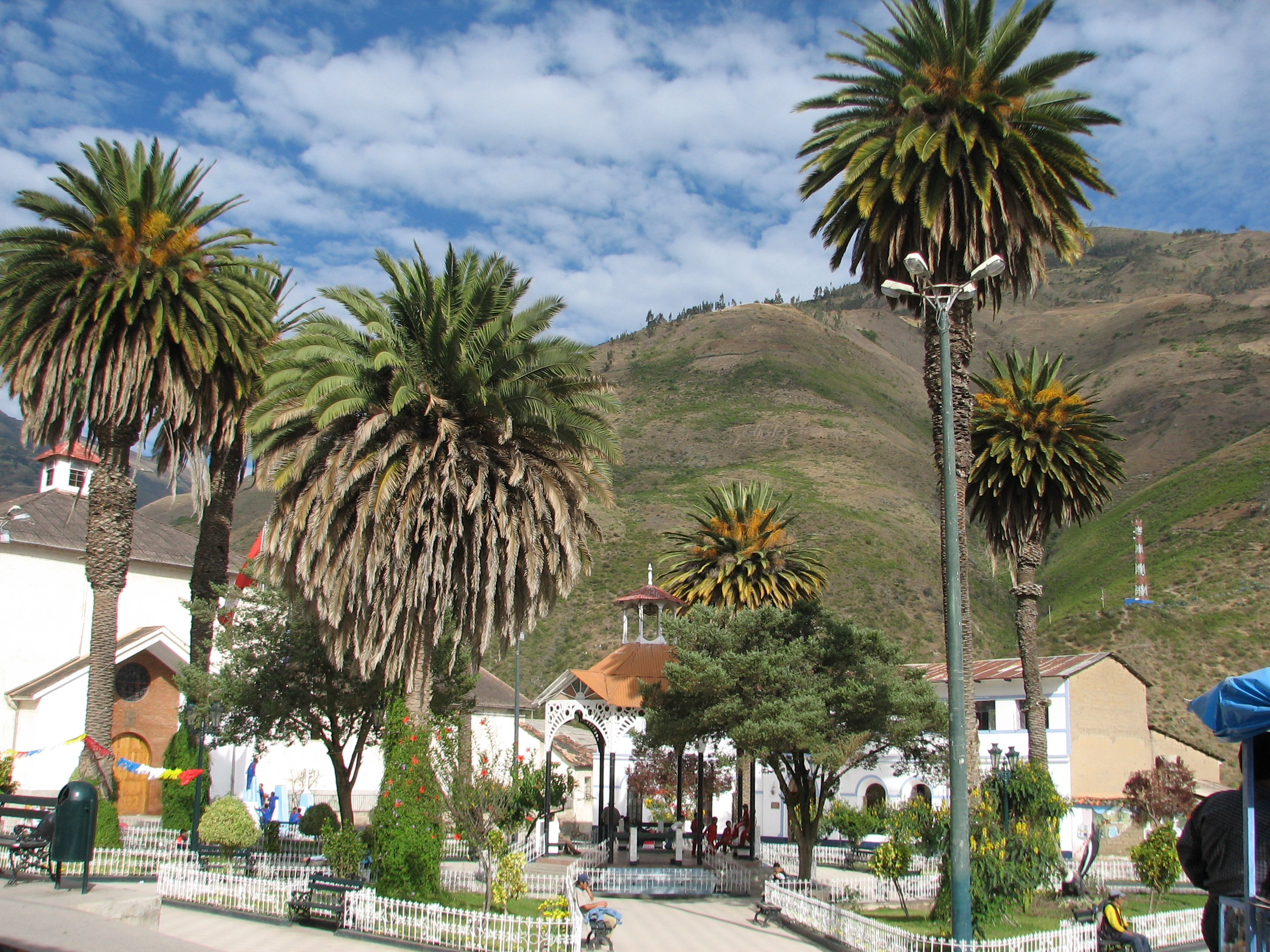
La plaza de Abancay.

Después de huir con su hermano Arístides de casa de la madrastra, en 1923 abandonó su retiro al ser recogido por su padre, a quien acompañó en sus frecuentes viajes laborales, conociendo más de 200 pueblos. Pasaron por Huamanga, Cuzco y Abancay. En esta última ciudad ingresó como interno en el Colegio Miguel Grau de los Padres Mercedarios, cursando el quinto y sexto grado de primaria, entre 1924 y 1925, mientras su padre continuaba su vida itinerante y su hermano Arístides seguía su educación en Lima. Esta etapa de su vida quedó conmovedoramente plasmada en su obra maestra, Los ríos profundos:

Mi padre no pudo encontrar nunca dónde fijar su residencia; fue un abogado de provincias, inestable y errante. Con él conocí más de doscientos pueblos. (...) Pero mi padre decidía irse de un pueblo a otro cuando las montañas, los caminos, los campos de juego, el lugar donde duermen los pájaros, cuando los detalles del pueblo empezaban a formar parte de la memoria. (...) Hasta un día en que mi padre me confesó, con ademán aparentemente más enérgico que otras veces, que nuestro peregrinaje terminaría en Abancay. (...) Cruzábamos el Apurímac, y en los ojos azules e inocentes de mi padre vi la expresión característica que tenían cuando el desaliento le hacía concebir la decisión de nuevos viajes. (...) Yo estaba matriculado en el Colegio y dormía en el internado. Comprendí que mi padre se marcharía. Después de varios años de haber viajado juntos, yo debía quedarme; y él se iría solo.

En el verano de 1925, cuando se hallaba de visita en la hacienda Karkequi, en los valles del Apurímac sufrió un accidente con la rueda de un trapiche, de resultas del cual perdió dos dedos de la mano derecha y se le atrofiaron los dedos restantes.
En 1926, junto con su hermano Arístides empezó sus estudios secundarios en el colegio San Luis Gonzaga de Ica, en la desértica costa peruana, hecho que marcó su alejamiento del ambiente serrano que había moldeado hasta entonces su infancia, pues hasta entonces había visitado la costa solo de manera esporádica. Cursó allí hasta el segundo año de secundaria y sufrió en carne propia el desprecio de los costeños hacia los serranos, tanto de parte de sus profesores como de los mismos alumnos. Se enamoró intensamente de una muchacha iqueña llamada Pompeya, a quien le dedicó unos acrósticos, pero ella lo rechazó diciéndole que no quería tener amores con serranos.
Él se vengó llegando a ser el primero de la clase en todos los cursos, derrumbando así la creencia de la incapacidad intelectual del hombre andino.[cita requerida]
En 1928 reanudó su vida trashumante otra vez en la sierra, siempre junto a su padre. Vivió entre Pampas y Huancayo; en esta última ciudad cursó el tercero de secundaria, en el colegio Santa Isabel. Fue allí donde se inició formalmente como escritor al colaborar en la revista estudiantil Antorcha; se dice también que por entonces escribió una novela de 600 páginas, que tiempo después le arrebataría la policía, pero de la que no ha quedado huella alguna.
Cursó sus dos últimos años de secundaria (1929-1930) en el Colegio Nuestra Señora de La Merced, de Lima, casi sin asistir a clases pues viajaba con frecuencia a Yauyos para estar al lado de su padre, que se hallaba agobiado por la estrechez económica. Aprobó los exámenes finales, terminando así sus estudios escolares prácticamente estudiando sin maestro.

### Vida universitaria

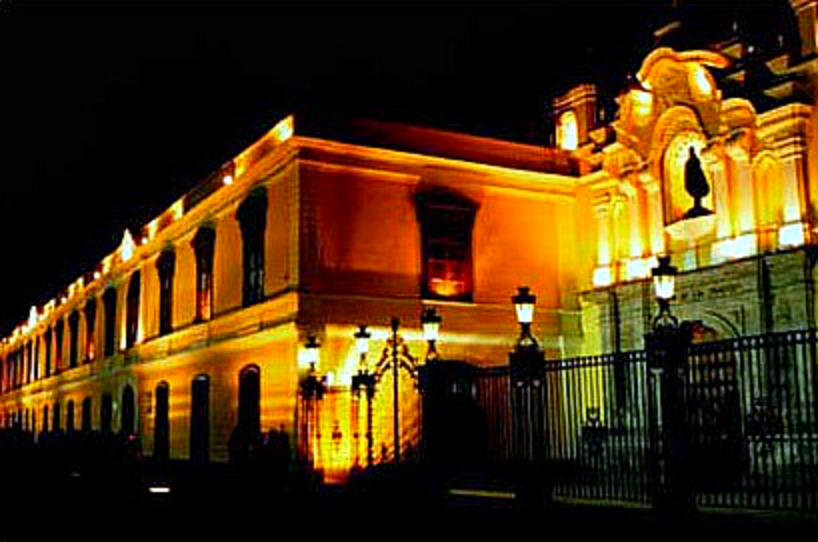
Vista exterior de la histórica Casona de la Universidad Nacional Mayor de San Marcos, donde José María Arguedas estudió, y en la que luego se desempeñaría como catedrático.

En 1931, ya con 20 años de edad, se estableció permanentemente en Lima e ingresó a la Facultad de Letras de la Universidad Nacional Mayor de San Marcos. Allí, contra lo que esperaba, fue recibido con cordialidad y respeto por sus condiscípulos, entre los que se contaban los futuros filósofos Luis Felipe Alarco y Carlos Cueto Fernandini, y los poetas Emilio Adolfo Westphalen y Luis Fabio Xammar. A raíz del fallecimiento de su padre, ocurrido el año siguiente, se vio forzado a ganarse la vida entrando a trabajar como auxiliar en la Administración de Correos. Era apenas un puesto de portapliegos, pero los 180 soles mensuales de sueldo aliviaron sus necesidades económicas a lo largo de cinco años.
En 1933 publicó su primer cuento, «Warma kuyay», publicado en la revista Signo. En 1935 publicó Agua, su primer libro de cuentos, que obtuvo el segundo premio de la Revista Americana de Buenos Aires y que inauguró una nueva época en la historia del indigenismo literario. En 1936 fundó con Augusto Tamayo Vargas, Alberto Tauro del Pino y otros, la revista Palabra, en cuyas páginas se ve reflejada la ideología propugnada por José Carlos Mariátegui.
En 1937 fue apresado por participar en las protestas estudiantiles contra la visita del general italiano Camarotta, jefe de una misión policial de la Italia fascista. Eran los días de la dictadura de Óscar R. Benavides. Fue trasladado al penal «El Sexto» de Lima, donde permaneció 8 meses en prisión, episodio que tiempo después evocó en la novela del mismo nombre. Pero a pesar de simpatizar con el ideario comunista, nunca participó activamente en la política militante. Estando en prisión, se dio tiempo para traducir muchas canciones quechuas que aparecieron en su segundo libro publicado: Canto kechwa.

### Educador, etnólogo y literato
Perdido su trabajo en el Correo y lograda su Licenciatura de Literatura en San Marcos, Arguedas inició su carrera docente en el Colegio Nacional Mateo Pumacahua de Sicuani, en el departamento de Cuzco, como profesor de Castellano y Geografía y con el sueldo de 200 soles mensuales (1939-1941). Allí, junto con sus alumnos, llevó a cabo un trabajo de recopilación del folclor local. Descubrió entonces su vocación de etnólogo. Paralelamente contrajo matrimonio con Celia Bustamante Vernal, el 30 de junio de 1939, quien junto con su hermana Alicia era promotora de la Peña Cultural Pancho Fierro, un legendario centro de reunión de artistas e intelectuales en Lima.
En 1941 publicó Yawar Fiesta, su tercer libro y primera novela a la vez. Entre octubre de 1941 y noviembre de 1942 fue agregado al Ministerio de Educación para colaborar en la reforma de los planes de estudios secundarios. Tras representar al profesorado peruano en el Primer Congreso Indigenista Interamericano de Pátzcuaro (1940), reasumió su labor de profesor de castellano en los colegios nacionales Alfonso Ugarte, Nuestra Señora de Guadalupe y Mariano Melgar de Lima. En esos años publicó también en la prensa muchos artículos de divulgación folclórica y etnográfica sobre el mundo andino.
En 1944 presentó un episodio depresivo caracterizado por decaimiento, fatiga, insomnio, ansiedad y probablemente crisis de angustia, por lo cual pidió licencia repetidas veces en su centro de labor docente, hasta 1945. Este episodio lo describió en sus cartas a su hermano Arístides y brevemente en sus diarios insertados en su novela póstuma El zorro de arriba y el zorro de abajo; en una de esas cartas (con fecha 23 de julio de 1945) dijo:

Yo sigo mal. Van tres años que mi vida es una alternativa de relativo alivio y de días y noches en que parece que ya voy a terminar. No leo, apenas escribo; cualquier preocupación intensa me abate totalmente. Sólo con un descanso prolongado, en condiciones especiales, podría quizá, según los médicos, curar hasta recuperar mucho mi salud. Pero eso es imposible.
José María Arguedas

Se recuperó, pero finalmente tendría otras recaídas posteriores.
Según atestigua César Lévano, en esta época Arguedas estuvo muy cerca de los comunistas, a quienes apoyó en diversas labores, como en la de capacitación a círculos obreros.Los apristas lo acusaron de ser un «conocido militante comunista», acusación que sin duda tuvo mucho eco pues a fines de 1948 la recién instalada dictadura de Manuel A. Odría declaró a Arguedas «excedente», cesándolo de su puesto de profesor en el colegio Mariano Melgar. Al año siguiente se inscribió en el Instituto de Etnología de San Marcos y reanudó su labor intelectual. Ese mismo año publicó Canciones y cuentos del pueblo quechua. En los años siguientes continuó ejerciendo diversos cargos en instituciones oficiales encargadas de conservar y promover la cultura.
En marzo de 1947 fue nombrado Conservador General de Folklore del Ministerio de Educación, para luego ser promovido a Jefe de la Sección Folklore, Bellas Artes y Despacho del mismo Ministerio (1950-1952). Llevó a cabo importantes iniciativas orientadas a estudiar la cultura popular en todo el país. Por su gestión directa, Jacinto Palacios Zaragoza, el gran trovador ancashino, creador de la guitarra andina de 2 manceras, grabó el primer disco de música andina en 1948. Los teatros Municipal y Segura abrieron sus puertas al arte andino.
Entre 1950 y 1953 dictó cursos de Etnología y Quechua en el Instituto Pedagógico Nacional de Varones. En 1951 viajó a La Paz, Bolivia, para participar en una reunión de la OIT (Organización Internacional del Trabajo). En 1952 hizo un largo viaje con su esposa Celia por la región central andina, recopilando material folclórico, que publicó con el título de Cuentos mágico-realistas y canciones de fiestas tradicionales del valle de Mantaro, provincias de Jauja y Concepción. En 1953 fue nombrado director del Instituto de Estudios Etnológicos del hoy Museo Nacional de la Cultura Peruana, cargo en el que permaneció durante diez años; simultáneamente dirigió la revista Folklore Americano (órgano del Comité Interamericano de Folklore, del que era secretario).
En 1954 publicó la novela corta Diamantes y pedernales, conjuntamente con una reedición de los cuentos de Agua, a las que sumó el cuento Orovilca. Habían pasado unos 13 años desde que no publicaba un libro de creación literaria; a partir de entonces retomó de manera sostenida tal labor creativa, hasta su muerte. Pero su retorno a la literatura no lo apartó de la etnología. En 1955 su cuento «La muerte de los Arango» obtuvo el primer premio del Concurso Latinoamericano de Cuento organizado en México.
A fin de complementar su formación profesional, se especializó en la Universidad de San Marcos en Etnología, de la que optó el grado de Bachiller el (20 de diciembre de 1957) con su tesis «La evolución de las comunidades indígenas», trabajo que obtuvo el Premio Nacional Fomento a la Cultura Javier Prado 1958. Por entonces realizó su primer viaje por Europa, becado por la UNESCO, para efectuar estudios diversos, tanto en España como en Francia. Durante el tiempo que permaneció en España, Arguedas hizo investigaciones entre las comunidades de la provincia de Zamora, realizando su trabajo de campo en Bermillo de Sayago, buscando las raíces hispanas de la cultura andina, que le dieron material para su tesis doctoral: «Las Comunidades de España y del Perú», con la que se graduó el 5 de julio de 1963.

### Narrativa cumbre
En 1958 publicó Los ríos profundos, novela autobiográfica, por la cual recibió en 1959 el Premio Nacional de Fomento a la Cultura «Ricardo Palma». Esta novela ha sido considerada como su obra maestra. Por entonces empezó a ejercer como catedrático de Etnología en la Universidad de San Marcos (de 1958 a 1968). De la misma disciplina fue también profesor en la Universidad Nacional Agraria La Molina (de 1962 a 1969).
Según Alonso Cueto, la amistad que tenía Arguedas con Carlos Cueto Fernandini y su familia, lo hicieron testigo de su afición al fútbol, era hincha del Alianza Lima, y su fascinación por la cultura popular. Mencionó alguna vez: "El corazón de un pueblo está en dos lugares: los mercados y los estadios".
En 1961 publicó su novela El Sexto, por la cual se le concedió, por segunda vez, el Premio Nacional de Fomento a la Cultura «Ricardo Palma» (1962). Dicha obra es un relato novelado de su experiencia carcelaria en el famoso penal situado en el centro de Lima, que sería clausurado en 1986.
En 1962 editó su cuento La agonía de Rasu Ñiti. Viajó en ese mismo año a Berlín Occidental (Alemania), donde se llevó a cabo el primer coloquio de escritores iberoamericanos, organizado por la revista Humboldt.
En 1963 fue nombrado Director de la Casa de la Cultura del Perú, donde llevó a cabo una importante labor profesional; sin embargo, renunció al año siguiente, como gesto de solidaridad para con el presidente de la Comisión Nacional de Cultura.
En 1964 publicó su obra más ambiciosa: Todas las sangres, novela de gran consistencia narrativa, en la que el escritor quiso mostrar toda la variedad de tipos humanos que conforman el Perú y a la vez los conflictos determinados por los cambios que origina en las poblaciones andinas el progreso contemporáneo. Sin embargo, esta novela fue criticada severamente durante una mesa redonda organizada por el Instituto de Estudios Peruanos el día 23 de junio de 1965, aduciéndose que era una versión distorsionada de la sociedad peruana. Estas críticas fueron devastadoras para Arguedas, quien aquella misma noche escribió estas líneas desgarradoras:

… casi demostrado por dos sabios sociólogos y un economista, […], que mi libro Todas las sangres es negativo para el país, no tengo nada que hacer ya en este mundo. Mis fuerzas han declinado creo que irremediablemente.

 Uno de los críticos desaforados de la obra arguediana era el escritor Sebastián Salazar Bondy. Según la interpretación de algunos, esas críticas fueron uno de los tantos eslabones que se sumaron a alimentar la depresión de Arguedas, que lo llevaría a su primer intento de suicidio al año siguiente
No obstante, su labor intelectual siguió recibiendo reconocimientos oficiales. En ese mismo año de 1964 su labor de docente mereció el otorgamiento de las «Palmas Magisteriales» en grado de Comendador y una Resolución Suprema firmada por el presidente Fernando Belaúnde Terry dándole las «gracias por los servicios prestados a favor de la cultura nacional». Fue nombrado también Director del Museo Nacional de Historia, cargo que ejerció hasta 1966.
En 1965 Arguedas inició su divorcio de Celia a la vez que entablaba una nueva relación con una dama chilena, Sybila Arredondo, con quien se casó en 1967, una vez fallada la sentencia de divorcio. Sybila lo acompañó hasta el final de su vida; décadas después, estuvo presa en el Perú acusada de tener vínculos con el grupo terrorista Sendero Luminoso y tras ser liberada volvió a su país en el 2002.
Ese mismo año de 1965 Arguedas hizo numerosos viajes al extranjero y al interior del Perú. En enero estuvo en Génova, en un congreso de escritores, y en abril y mayo pasó dos meses, invitado por el Departamento de Estado, recurriendo universidades norteamericanas (en Washington D. C., California e Indiana). De regreso a Perú, visitó Panamá. En junio asistió al primer Encuentro de Narradores Peruanos, realizado en Arequipa, donde sostuvo una polémica con Sebastián Salazar Bondy quien días después falleció víctima de una cirrosis hepática congénita. En septiembre y octubre estuvo en Francia. Pero se dio tiempo para publicar, en edición bilingüe, su cuento El sueño del pongo.

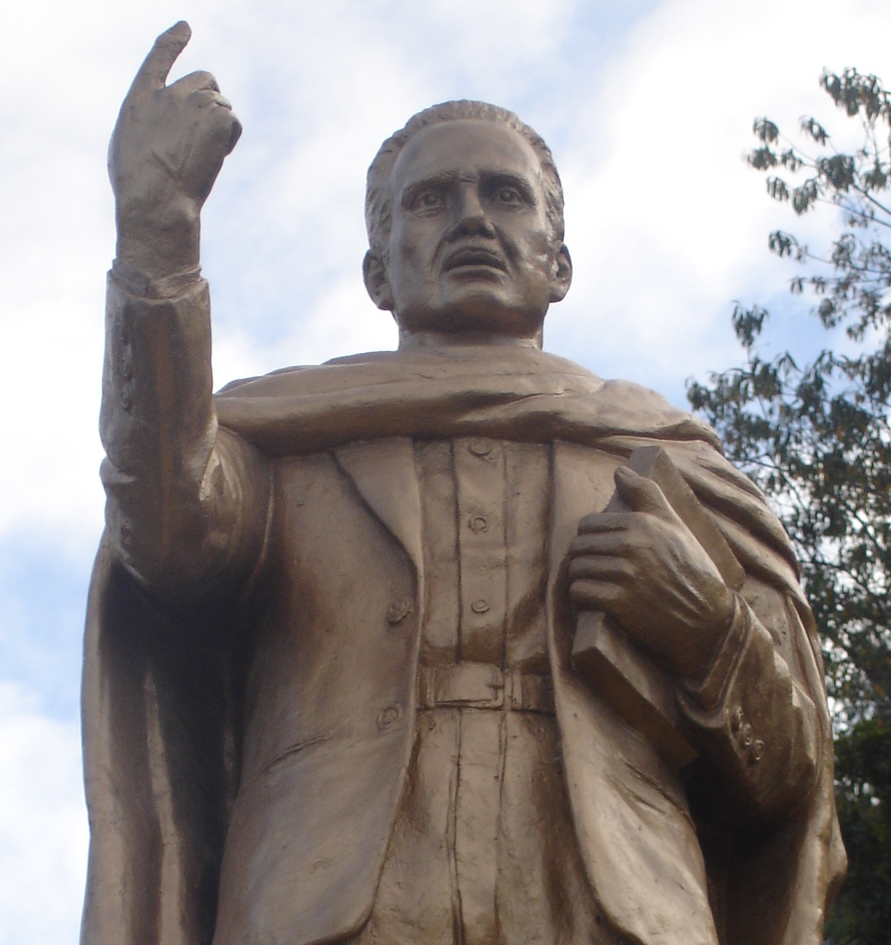
Estatua de José María Arguedas.

En 1966 hizo tres viajes a Chile (en enero, por diez días, en julio, por cuatro y en septiembre por dos) y asistió, en Argentina, a un congreso de interamericanistas, luego del cual visitó Uruguay por dos semanas. Ese mismo año publicó su traducción al español de la crónica Dioses y hombres de Huarochirí del doctrinero hispanoperuano Francisco de Ávila.

### Depresión y suicidio
La depresión de José María Arguedas hizo crisis en 1966, llevándolo a un primer intento de suicidio por sobredosis de barbitúricos el 11 de abril de aquel año.[cita requerida] Desde algunos años atrás, el escritor venía recibiendo múltiples tratamientos psiquiátricos, describiendo sus padecimientos en sus escritos:

Yo estoy sumamente preocupado con mi pobre salud. (...) He vuelto fatigadísimo, sin poder dormir y angustiado. Tengo que ir a donde el médico nuevamente; aunque estos caballeros nunca llegan a entender bien lo que uno sufre ni las causas. Lo malo es que esto me viene desde mi infancia (carta a John Murra, 28 de abril de 1961).

Un poco por miedo otro poco porque se me necesitaba o creo que se me necesitaba he sobrevivido hasta hoy y será hasta el lunes o martes. Temo que el Seconal no me haga el efecto deseado. Pero creo que ya nada puedo hacer. Hoy me siento más aniquilado y quienes viven junto a mí no lo creen o acaso sea más psíquico que orgánico. Da lo mismo. (...) Tengo 55 años. He vivido bastante más de lo que creí (carta a Arístides Arguedas, 10 de abril de 1966).

A partir del intento de suicidio, su vida ya no volvió a ser la misma. Se aisló de sus amigos y renunció a todos los cargos públicos que ejercía en el Ministerio de Educación, con el propósito de dedicarse solamente a sus cátedras en la Universidad Agraria y en la de San Marcos. Para tratar su mal se puso en contacto con la psiquiatra chilena Lola Hoffmann, quien le recomendó, a manera de tratamiento, que continuara escribiendo. De este modo publicó otro libro de cuentos: Amor mundo (en ediciones simultáneas en Montevideo y en Lima, en 1967), y trabajó en la que sería su obra póstuma: El zorro de arriba y el zorro de abajo.
En 1967 dejó su magisterio en la Universidad de San Marcos, y, casi simultáneamente, fue elegido jefe del departamento de Sociología de la Universidad Nacional Agraria La Molina, a la cual se consagró a tiempo completo. Continuó su afiebrado ritmo de viajes. En febrero estuvo en Puno, presidiendo un concurso folclórico con motivo de la fiesta de la Candelaria. En marzo pasó 15 días en México, con motivo del Segundo Congreso Latinoamericano de Escritores, en Guadalajara, y ocho días en Chile, en otro certamen literario. A fines de julio viajó a Austria, para una reunión de antropología, y en noviembre estaba de nuevo en Santiago de Chile, trabajando en su novela de los «zorros».
En 1968 le fue otorgado el premio «Inca Garcilaso de la Vega».  En esa ocasión pronunció su célebre discurso y testamento intelectual: No soy un aculturado, en el que "con mayor optimismo" se autodefine como mestizo: "Yo no soy un aculturado, yo soy un peruano que orgullosamente como un demonio feliz habla en cristiano y en indio, en español y en quechua."
Del 14 de enero al 22 de febrero de ese año estuvo en Cuba, con Sybila, como jurado del Premio Casa de las Américas. Ese mismo año y el siguiente tuvo su amarga polémica con el escritor argentino Julio Cortázar, y viajó varias veces a Chimbote, a fin de documentar su última novela.
A principios de 1969 hizo su último viaje a Chimbote. Ese mismo año hizo tres viajes a Chile, el último de los ellos por cerca de cinco meses, de abril a octubre. Por entonces se agudizaron nuevamente sus dolencias psíquicas y renació la idea del suicidio, tal como lo atestiguan sus diarios insertos en su novela póstuma:

Yo no voy a sobrevivir al libro. Como estoy seguro que mis facultades y armas de creador, profesor, estudioso e incitador, se han debilitado hasta quedar casi nulas y sólo me quedan las que me relegarían a la condición de espectador pasivo e impotente de la formidable lucha que la humanidad está librando en el Perú y en todas partes, no me sería posible tolerar ese destino. O actor, como he sido desde que ingresé a la escuela secundaria, hace cuarenta y tres años, o nada. (Epílogo, 29 de agosto de 1969).

Finalmente renunció a su cargo en la Universidad Agraria. El 28 de noviembre de 1969 le escribió a su esposa Sybila:

¡Perdóname! Desde 1943 me han visto muchos médicos peruanos, y desde el 62, Lola, de Santiago. Y antes también padecí mucho con los insomnios y decaimientos. Pero ahora, en estos meses últimos, tú lo sabes, ya casi no puedo leer; no me es posible escribir sino a saltos, con temor. No puedo dictar clases porque me fatigo. No puedo subir a la Sierra porque me causa trastornos. Y sabes que luchar y contribuir es para mí la vida. No hacer nada es peor que la muerte, y tú has de comprender y, finalmente, aprobar lo que hago.

Ese mismo día (28 de noviembre de 1969) se encerró en uno de los baños de la universidad y se disparó un tiro en la cabeza. Tras ser encontrado, en grave estado, fue trasladado al Hospital del Empleado donde pasó cinco días de agonía y falleció el 2 de diciembre de 1969.
El día de su entierro, tal como el escritor había pedido en su diario y en sus últimas cartas, el músico Máximo Damián tocó el violín ante su féretro ―acompañado por el arpista Luciano Chiara y los danzantes de tijera Gerardo y Zacarías Chiara― y luego pronunció un breve discurso, en palabras que transmitieron el sentimiento del pueblo indígena, que lamentó profundamente su partida.
Sus restos fueron enterrados en el Cementerio El Ángel. En junio de 2004 fue exhumado y trasladado a Andahuaylas, el lugar donde nació.
En 1969 ―el mismo año en que suicidó― Arguedas concedió una entrevista a Ariel Dorfman para la revista Trilce:

Entiendo y he asimilado la cultura llamada occidental hasta un grado relativamente alto; admiro a Bach y a Prokofiev, a Shakespeare, Sófocles y Rimbaud, a Camus y Eliot, pero más plenamente gozo con las canciones tradicionales de mi pueblo; puedo cantar, con la pureza auténtica de un indio chanka, un harawi de cosecha. ¿Qué soy? Un hombre civilizado que no ha dejado de ser, en la médula un indígena del Perú; indígena, no indio. Y así, he caminado por las calles de París y de Roma, de Berlín y de Buenos Aires. Y quienes me oyeron cantar, han escuchado melodías absolutamente desconocidas, de gran belleza y con un mensaje original. La barbarie es una palabra que inventaron los europeos cuando estaban muy seguros de que ellos eran superiores a los hombres de otras razas y de otros continentes «recién descubiertos».
José María Arguedas

## Obras
La producción intelectual de Arguedas es muy amplia y comprende unos 400 escritos, entre creaciones literarias (novelas y cuentos), traducciones de poesías y cuentos quechuas al español, trabajos monográficos, ensayos y artículos sobre el idioma quechua, la mitología prehispánica, el folclore y la educación popular, entre otros aspectos de la cultura peruana. La circunstancia especial de haberse educado dentro de dos tradiciones culturales, la occidental y la indígena, unido a una delicada sensibilidad, le permitieron comprender y describir como ningún otro intelectual peruano la compleja realidad del indio nativo, con la que se identificó de una manera intensa. En Arguedas, la labor del literato y del etnólogo no está nunca totalmente disociadas; incluso, en sus estudios más académicos encontramos el mismo lenguaje lírico que en sus narraciones.
La importancia fundamental de este escritor ha sido reconocida por críticos y colegas peruanos suyos como Mario Vargas Llosa, quien llegó a dedicarle a su obra el libro de ensayos titulado La utopía arcaica. También Alfredo Bryce Echenique ha colocado las obras de Arguedas entre los libros de su vida. Con el paso de los años, la obra de Arguedas ha venido cobrando mayor relieve, pese a que es poco conocido fuera del Perú.

### Novelas
- 1941: Yawar fiesta. Revisada en 1958.
- 1954: Diamantes y pedernales. Editada conjuntamente con una reedición del libro Agua y el cuento «Orovilca»
- 1958: Los ríos profundos. Premio Nacional de Fomento a la Cultura Ricardo Palma en 1959. Fue reeditada en 1978 por la Biblioteca Ayacucho de Caracas con prólogo de Mario Vargas Llosa.
- 1961: El Sexto. Premio Nacional de Fomento a la Cultura Ricardo Palma en 1962.
- 1964: Todas las sangres
- 1971: El zorro de arriba y el zorro de abajo, novela inconclusa y que fue publicada póstumamente.

### Cuentos
- 1935: Agua. Colección de cuentos integrada por: Agua, Los escoleros y Warma kuyay. Segundo premio en el concurso internacional promovido por la Revista Americana de Buenos Aires. Traducida al ruso, alemán, francés e inglés por La Literatura Internacional, de Moscú.
- 1955: La muerte de los Arango. Cuento. Primer premio del Concurso Latinoamericano de Cuento en México.
- 1962: La agonía de Rasu Ñiti. Cuento.
- 1965: El sueño del pongo. Cuento, en edición bilingüe (castellano-quechua).
- 1967: Amor mundo. Colección de cuatro cuentos de tema erótico: «El horno viejo», «La huerta», «El ayla» y «Don Antonio».[37]

Recopilaciones póstumas (cuentos)
- 1972: El forastero y otros cuentos (Montevideo: Sandino). Contiene «El barranco», «Orovilca», «Hijo solo» y «El forastero».
- 1972: Páginas escogidas (Lima: Universo). Selección de la obra de Arguedas, editada por Emilio Adolfo Westphalen.
- 1973: Cuentos olvidados (Lima: Imágenes y Letras). Compilación de cuentos perdidos en periódicos y revistas de los años 1934 y 1935, edición y notas de José Luis Rouillon.
- 1974: Relatos completos (Buenos Aires: Losada). Contiene los siguientes importantes relatos: «Agua», «Los escoleros», «Warma kuyay», «El barranco», Diamantes y pedernales, «Orovilca», «La muerte de los Arango», «Hijo solo», La agonía de Rasu Ñiti, El sueño del pongo, «El horno viejo», «La huerta», «El ayla» y «Don Antonio».

### Poesía
Escritos primero en quechua, y luego traducidos al español por el mismo autor, los poemas de Arguedas asumen conscientemente la tradición de la poesía quechua, antigua y moderna, convalidan la visión del mundo que la anima, revitalizando sus mitos esenciales y condensan en un solo movimiento la protesta social y la reivindicación cultural.
- 1962: Túpac Amaru Kamaq taytanchisman. Haylli-taki. A nuestro padre creador Túpac Amaru. Himno-canción.
- 1966: Oda al jet.
- 1969: Qollana Vietnam Llaqtaman / Al pueblo excelso de Vietnam.
- 1972 – Katatay y otros poemas. Huc jayllikunapas. Poemas en versiones quechua y española. Publicado póstumamente por Sybila Arredondo de Arguedas.

### Estudios etnológicos, antropológicos y del folcklore
Estos conforman la mayor parte de su producción escrita (solo un 13 % de esta corresponde a su narrativa).
- 1938: Canto kechwa. Con un ensayo sobre la capacidad de creación artística del pueblo indio y mestizo. Edición bilingüe preparada en la prisión.
- 1947: Mitos, leyendas y cuentos peruanos. Recogidos por los maestros del país y editados en colaboración con Francisco Izquierdo Ríos.
- 1949: Canciones y cuentos del pueblo quechua.
- 1953: Cuentos mágico-realistas y canciones de fiestas tradicionales: Folclor del valle del Mantaro.
- 1956: Puquio, una cultura en proceso de cambio.
- 1957: Estudio etnográfico de la feria de Huancayo.
- 1957: Evolución de las comunidades indígenas. Premio Nacional Fomento a la Cultura Javier Prado en 1958.
- 1958: El arte popular religioso y la cultura mestiza.
- 1961: Cuentos mágico-religiosos quechuas de Lucanamarca.
- 1966: Poesía quechua.
- 1966: Dioses y Hombres de Huarochirí. Hermosa traducción directa al castellano, de los mitos de la creación del mundo de la recopilación hecha por el sacerdote cuzqueño Francisco de Ávila a fines del siglo XVI, en la provincia de Huarochirí.
- 1968: Las comunidades de España y del Perú.

El escritor, el año 1964 fundó en Lima la revista “Cultura y pueblo” donde también imprimió su pensamiento y conocimiento sobre folklore. El año 2021, el Ministerio de Cultura digitalizó la colección completa de la revista. La colección consta de 20 números, desde el N° 1, correspondiente a enero-marzo de 1964, hasta el N° 19-20, correspondiente a julio-diciembre de 1970.
Recopilaciones póstumas (estudios etnológicos, antropológicos y del folcklore)
- 1975: Señores e indios: Acerca de la cultura quechua. Compilación de Ángel Rama.
- 1976: Formación de una cultura nacional indoamericana. Compilación debida a Ángel Rama y cuyo título «busca interpretar... una preocupación central de Arguedas».

### Edición de obras completas
En 1983 la editorial Horizonte, de Lima, editó las obras completas de José María Arguedas en cinco tomos, compilada por Sybila Arredondo de Arguedas. En 2012 la misma editorial Horizonte, de Lima, editó otros siete tomos que recogen la Obra antropológica y cultural. También la segunda serie, del sexto al duodécimo tomo, fue compilada por Sybila Arredondo de Arguedas.

## Relación con la cultura hispana
Pese a su obra indigenista, Arguedas nunca habría mostrado desprecio alguno por el Hispanismo (solo con las elaboraciones ideológicas que entendían hispanismo como la promoción a un mestizaje dominado por el criollo, en vez de una mezcla armónica) del cual llegó a ser un hispanista para realizar su obra "Las comunidades de España y del Perú", por el que no solo buscó encontrar los rasgos universales que comparten las sociedades agrícolas en el mundo, sino que se percataría de la hermandad de la indianidad con la hispanidad.

“España no es sajona ni germana; es nosotros mismos... tiene la misma entraña; las mismas grandes virtudes y defectos; las mismas contradicciones”
Arguedas, 1963

“Es que el Perú por su inagotable capital humano, y por lo manso del clima, permitió al colonizador, de cualquier región de España, sentirse en su lar nativo y reconstruirlo”.
Arguedas, 1968

## Reconocimientos

### Premio
- 1958. Premio Nacional Fomento a la Cultura Javier Prado por su tesis de especialidad en Etnología, «La evolución de las comunidades indígenas».[45]
- El Premio de Narrativa José María Arguedas otorgado desde el año 2000 por Casa de las Américas para difundir la obra narrativa de escritores latinoamericanos.[46]

### Centenario de su nacimiento

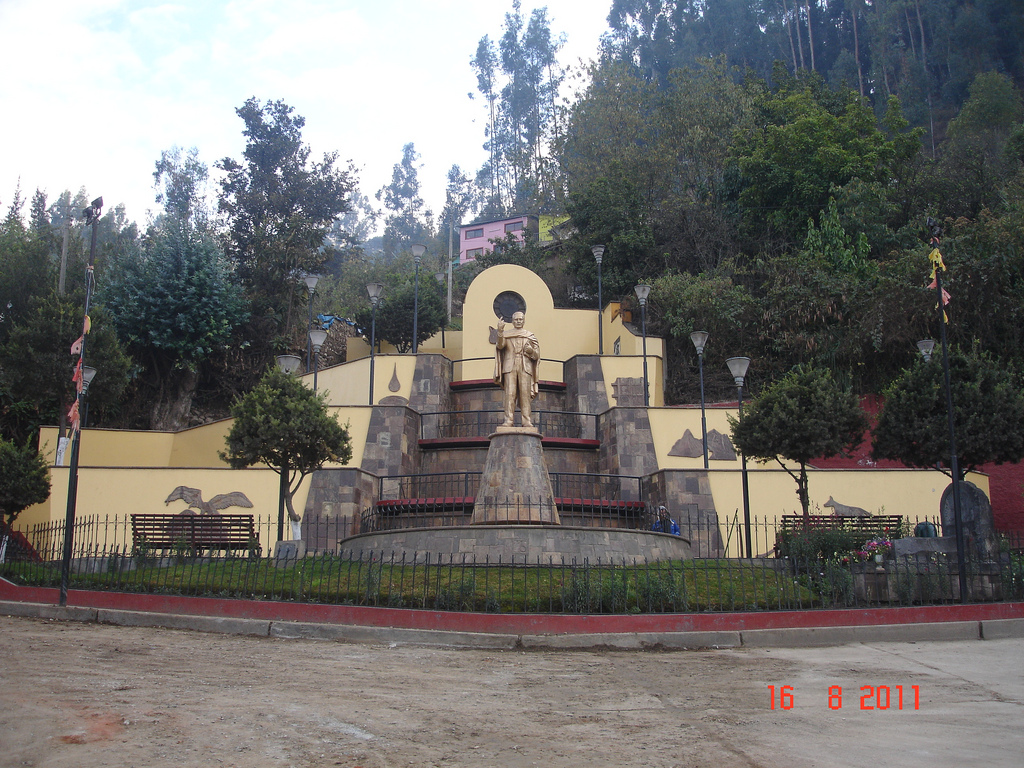
Mausoleo de etnología José María Arguedas en Andahuaylas.

En 2011, con motivo del centenario del nacimiento de José María Arguedas, se programaron diferentes actividades en honor al novelista indigenista. La primera de ellas fue la propuesta de que el Gobierno del Perú declare el 2011 como el Año del Centenario del Nacimiento de José María Arguedas, sin embargo, esta fue dejada de lado y el 31 de diciembre de 2010 el presidente Alan García declaró el año 2011 como «Año del Centenario de Machu Picchu para el Mundo», al conmemorarse también el centenario del redescubrimiento de la ciudadela inca en el 2011. La polémica sobre esta decisión continuó, puesto que muchos opinaron que fue una mezquindad no otorgarle el 2011 a uno de los más grandes estudiosos del Perú profundo.
El día de su centenario, 18 de enero de 2011, se realizaron diversas actividades en su homenaje. En Lima, se organizó un pasacalle a cargo del TUC (Teatro de la Universidad Católica) que salía del Congreso de la República, por la avenida Abancay, hacia el Parque Universitario, con el uso de carromatos, zancos, personajes típicos de la literatura arguediana. Allí se presentó la Acción Escénica que tomó textos, testimonios, poemas, fragmentos de obras, y figuras, como la del Zorro de Arriba y el Zorro de Abajo, usando máscaras, y un gran despliegue de actores. Luego se trasladaron a la histórica Casona de la Universidad Nacional Mayor de San Marcos, donde el ministro de Cultura inauguró la muestra Arguedas y el arte popular.
En Andahuaylas, Apurímac, más de 5 mil personas desfilaron en un pasacalle por la ciudad desde las siete de la mañana acompañados de bailes folclóricos y la Danza de tijeras. La celebración comenzó con una misa a las 7 a. m. oficiada en quechua en la Iglesia de San Pedro, seguida de un repicar de campanas.
En Bermillo de Sayago ―población que le sirvió de estudio para su tesis doctoral Las comunidades de España y del Perú―, se realizó un homenaje con el lema «Perú en el “Alma sayaguesa”, Bermillo de Sayago, 1958, a la luz de Arguedas».[cita requerida]

### Billete
En julio de 2022 se puso en circulación el nuevo billete de 20 soles con la fotografía de José María Arguedas que fue tomada por el artista Baldomero Pestana, lo que fue polémico porque el BCRP no pidió permiso al autor para reproducir la imagen.